# Anopheles seretsei
Anopheles seretsei is een muggensoort uit de familie van de steekmuggen (Culicidae). De wetenschappelijke naam van de soort is voor het eerst geldig gepubliceerd in 1998 door Abdulla-Khan, Coetzee & Hunt.